# Мішана похідна
Мішана похідна — результат послідовного обчислення часткових похідних по різних змінних для функції багатьох змінних.

## Означення
Нехай дано достатньо гладку функцію {\displaystyle f} багатьох змінних:
{\displaystyle (1)\qquad f=f(x_{1},x_{2},\dots x_{n})}
Ми можемо взяти частинну похідну цієї функції по одному з аргументів {\displaystyle x_{i}}, вважаючи решту аргументів постійними параметрами.  В результаті ми одержимо нову функцію:
{\displaystyle (2)\qquad \phi (x_{i})={\partial f \over \partial x_{i}}{\bigg |}_{x_{1},\dots x_{i-1},x_{i+1},\dots x_{n}=const}}
Ця нова функція теж залежить від решти аргументів, як від параметрів.  Тобто чисельне значення {\displaystyle \phi } в загальному випадку залежить від усіх тих змінних {\displaystyle x_{1},x_{2},\dots x_{n}}, що і оригінальна функція {\displaystyle f}:
{\displaystyle (3)\qquad \phi =\phi (x_{1},x_{2},\dots x_{n})}
Якщо функція {\displaystyle \phi } виявиться досить гладкою, то ми можемо і її продиференціювати, взявши частинну похідну по тому самому, або по іншому аргументу {\displaystyle x_{j}}:
{\displaystyle (4)\qquad {\partial \phi  \over \partial x_{j}}={\partial ^{2}f \over \partial x_{j}\partial x_{i}}}
Якщо {\displaystyle \ j\neq i}, то вираз в правій частині рівності (4) називається мішаною похідною.

## Теорема Шварца (рівність змішаних похідних)
Для достатньо гладкої функції багатьох змінних значення мішаної похідної не залежить від порядку диференціювання:
{\displaystyle (5)\qquad {\partial ^{2}f \over \partial x_{i}\partial x_{j}}={\partial ^{2}f \over \partial x_{j}\partial x_{i}}}